# Kitano-tenmangū
Kitano-tenmangū (北野天満宮) är en shinto-helgedom i Kamigyō-ku, Kyoto. Dess tidigare namn är Kitano-jinja och den räknas som en av De Tjugotvå Helgedomarna. Helgedomens shakaku-rang var Kanpei-chūsha (kejserlig helgedom, 2:a rang), och den är nu en av shintoförbundets beppyō-jinja (speciella helgedomar).

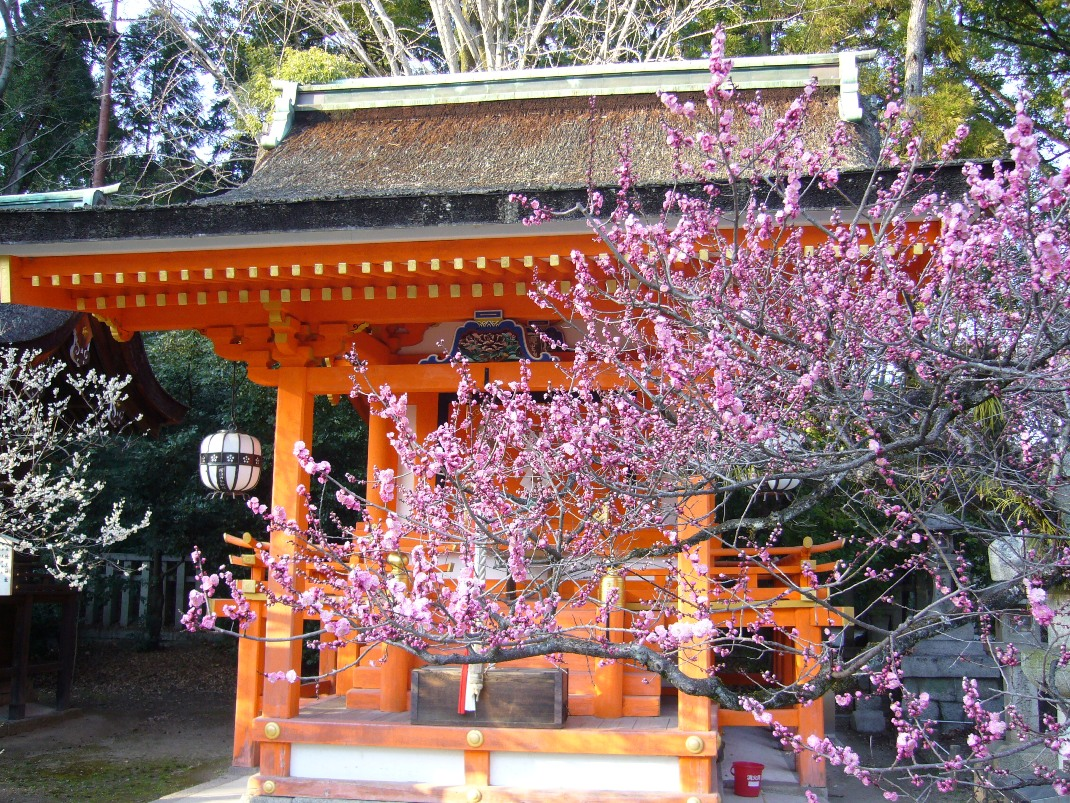
Plommonblomster vid en sessha (mindre helgedom)

Helgedomen kallas även informellt för Tenjin-san eller Kitano-san. Tillsammans med Dazaifu-tenmangū i Fukuoka prefektur utgör den centrum för Tenjin-dyrkan och dess kami har förts till andra helgedomar över hela landet genom rituell delning.

## Dedikering
- Sugawara-no-Michizane
- Sugawara-no-Takami (Michizanes äldsta son)
- Kisshōme (Michizanes hustru)

## Historia
Efter att högerministern Sugawara-no-Michizane blivit avskedad och förvisad till Dazaifu på grund av falska anklagelser från vänsterministern Fujiwara no Tokihira, avled han år 903. Kort därefter utsattes huvudstaden för kraftiga åskoväder och andra katastrofer. Ryktet spred sig snart att detta orsakats av den avlidna Michizanes förbannelse, och hans osaliga ande blev därmed fruktad bland folket. På grund av detta återinställde det kejserliga hovet Michizane postumt som högerminister och gav honom hov-rangen större andra rang, 20 år efter hans bortgång. År 942 fick en flicka från Kyoto vid namn Tajihi-no-Ayako en gudomlig vision, och fem år senare fick en shinto-prästs son från Ōmi provinsen kallad Tarōmaru se samma syn. Efter detta beordrade kejsaren den 9 juni 947, att munkarna i templet Asahi-dera i nuvarande Kitano skulle bygga en helgedom dedikerad till Michizane på deras mark. Senare byggdes denna om till en magnifik byggnad av Fujiwara-no-Morosuke, brorson till Fujiwara-no-Tokihira.
År 987 utfördes för första gången ritualer på kejserlig beordran i helgedomen, och den fick namnet Kitano-Tenmangū-Tenjin av kejsar Ichijō. Den 20 maj 993 fick Michizane postumt hov-rangen större första rang, och blev utsedd till vänsterminister. Den 20 oktober samma år utsågs han dessutom till rikskansler. Även i fortsättningen skulle det kejserliga hovet förbli en frikostig beskyddare av Kitano-tenmangū, vilken så småningom skulle bli en av De Tjugotvå Helgedomarna. Från denna tid och fram till uppdelningen av buddhism och shintoism i slutet på 1800-talet (shinbutsu-bunri) utgjordes helgedomens präster av munkar från tre buddhist-familjer.
Från och med medeltiden fick helgedomen inte enbart stöd av Sugawara och Fujiwara-familjerna, utan även av bl.a. Ashikaga-shogunatet. I följden av Meitoku-upproret byggde shogunen Ashikaga Yoshimitsu templet Kitano-kyōōdō-ganjōju-ji på helgedomens område till minne av de som stupat i kriget. Men i samband med oroligheterna kring rismalts-gillet, vilket hade monopol på produktionen av rismalt och låg underordnat Kitano-tenmangū, brändes helgedomen ned av shogunatets trupper år 1444. Därefter upplevde det temporärt en tid av nedgång.
År 1587 utfördes Den Stora Teceremonin i Kitano på helgedomens område av Toyotomi Hideyoshi. På områdets västra del finns rester av jordvallar, även de från Hideyoshis tid.
År 1605 återuppbyggde Toyotomi Hideyori (med Katagiri Katsumoto som administratör) Kyōōdō-templet, och år 1607 uppförde han helgedomens nuvarande magnifika shaden.
År 1662 skadades helgedomens shaden i en jordbävning, och fick därefter repareras. Områdets massha, vilka dittills hade byggts en efter en, klarade sig oskadda, men blev år 1669 återuppbyggda på order av Tokugawa-shogunatet i en enda lång rad.
Under Edoperioden började minnet av Michizane som en hämndlysten ande att tyna bort, och han blev istället vördad som en kunskapens gud. Därför blev hans ande rituellt delad och förd från Kitano-tenmangū till buddhistiska grundskolor runtom i landet.
När shinbutsu-bunri genomfördes under Meijiperioden så blev helgedomens många buddhisttempel nedplockade, och Kyōōdō-templet förflyttades och byggdes upp på en annan plats under namnet Daihōon-ji.
År 1871 tilldelades helgedomen shakaku-rangen kejserlig helgedom, 2:a rang, och bytte dessutom namn till Kitano-jinja. Detta eftersom den helgade gudomen i stort sett var tvungen att tillhöra kejsarfamiljen och att ett direkt edikt från kejsaren var nödvändigt för att den skulle kunna inkorporera "gū" i sitt namn. Det var inte förrän efter kriget när helgedomen inte längre lydde under statsshinto som den kunde återfå sitt gamla namn, Kitano-tenmangū. 1948 lades den till som en av shintoförbundets beppyō-jinja (speciella helgedomar).
År 1998 reparerades hōmotsuden (skattkammarens) tak. Detta gav det en ljus koppar-lik färg, men materialet som användes var titan, vilket gör taket till ett utmärkt exempel på användning av modern teknik i traditionell byggnadskonst. 
Kitano-tenmangū är känt för sina plommonträd. Helgedomen såväl som Sugawara-no-Michizane har en särskilt stark anknytning till plommonträd och oxar.

## Galleri

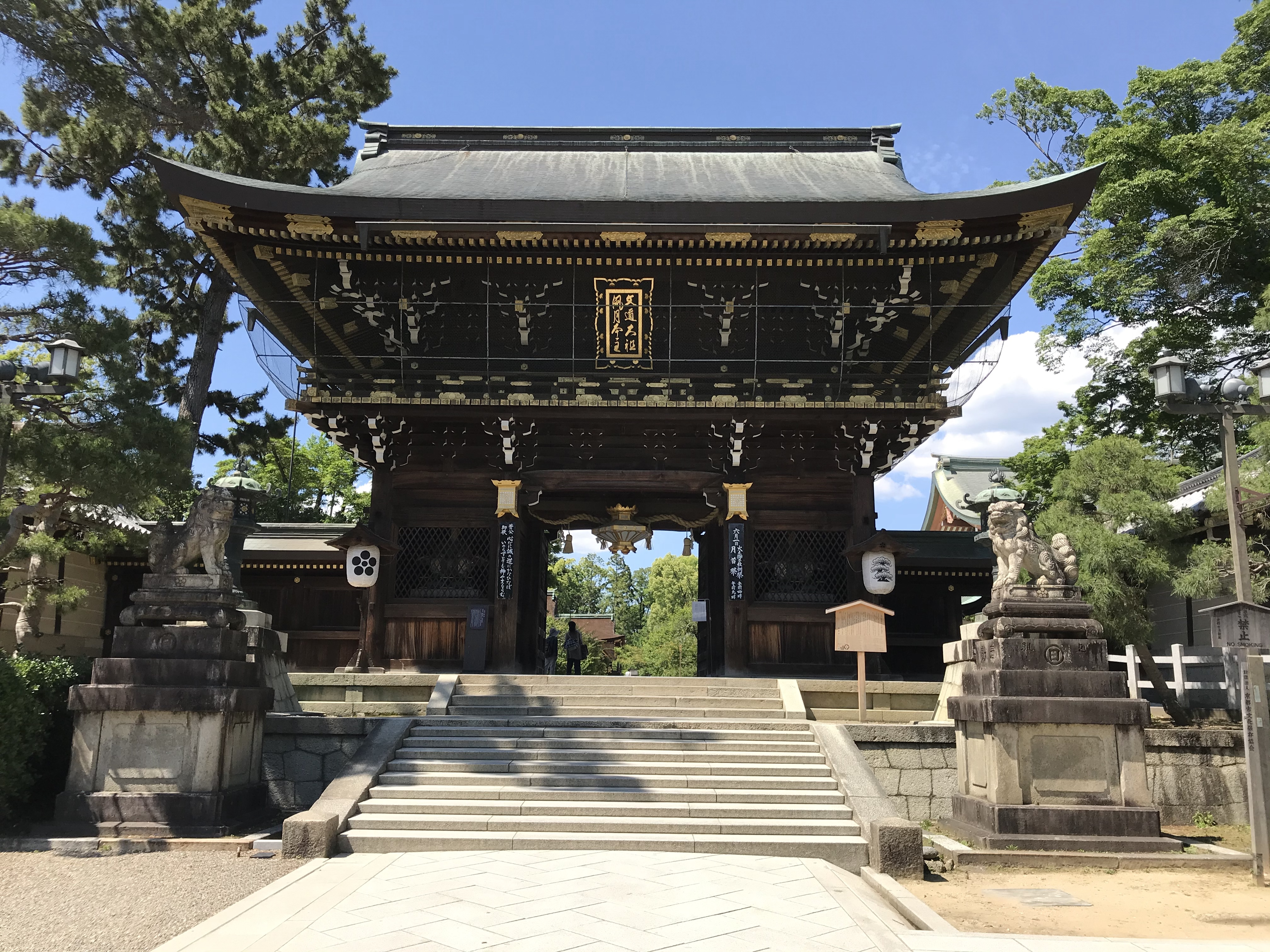
Rōmon
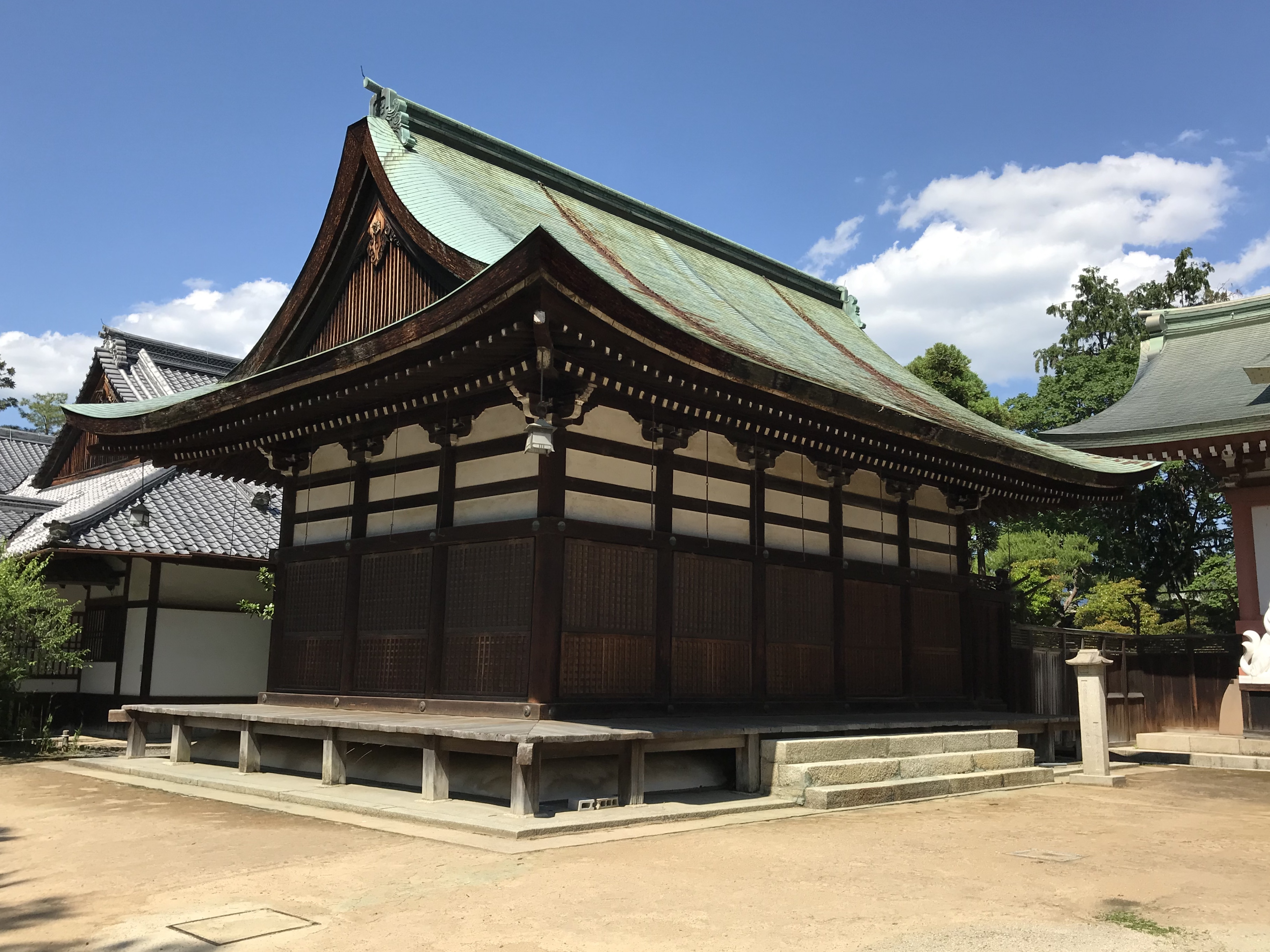
Kaguraden
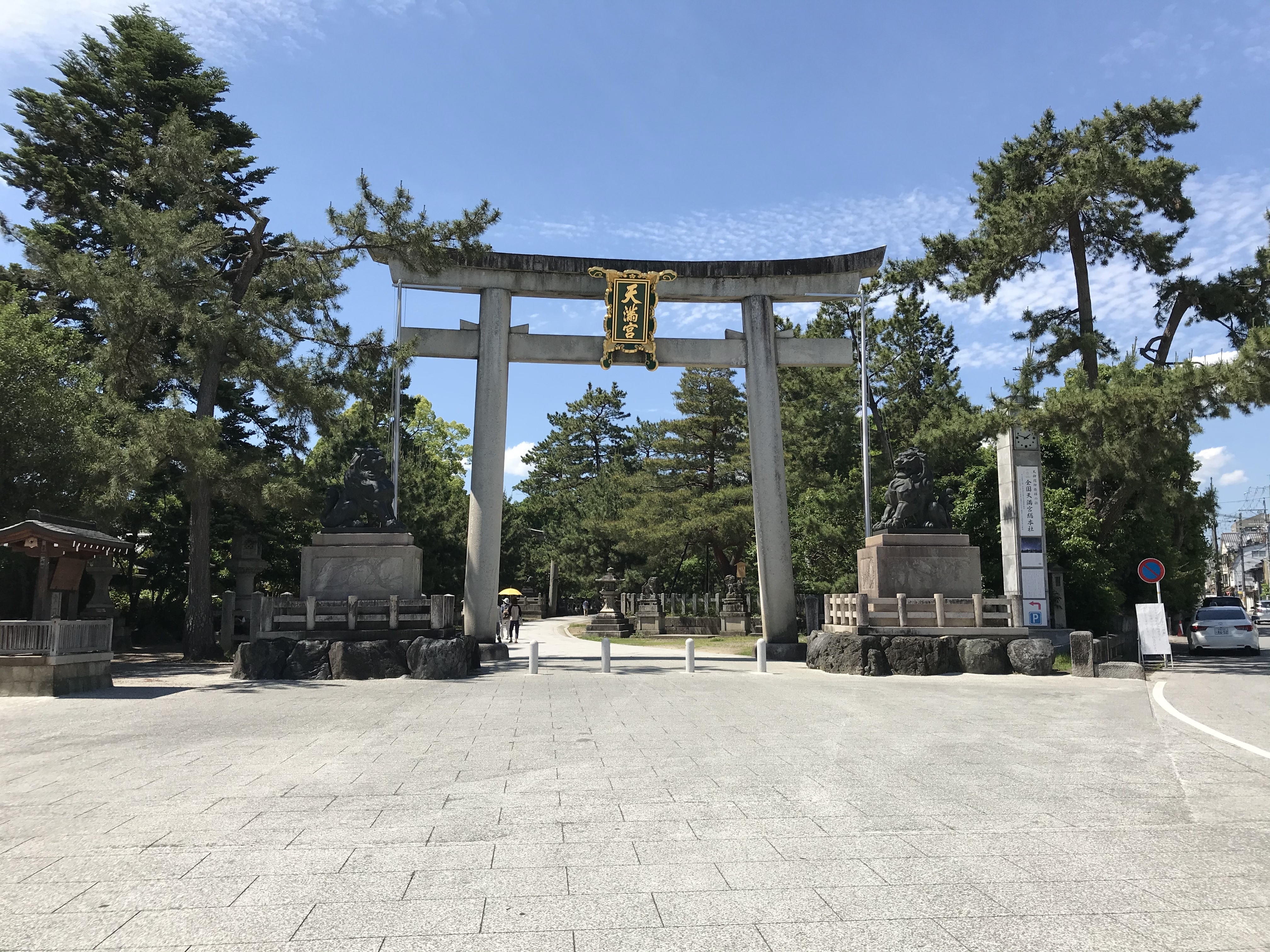
Ichi-no-Torii
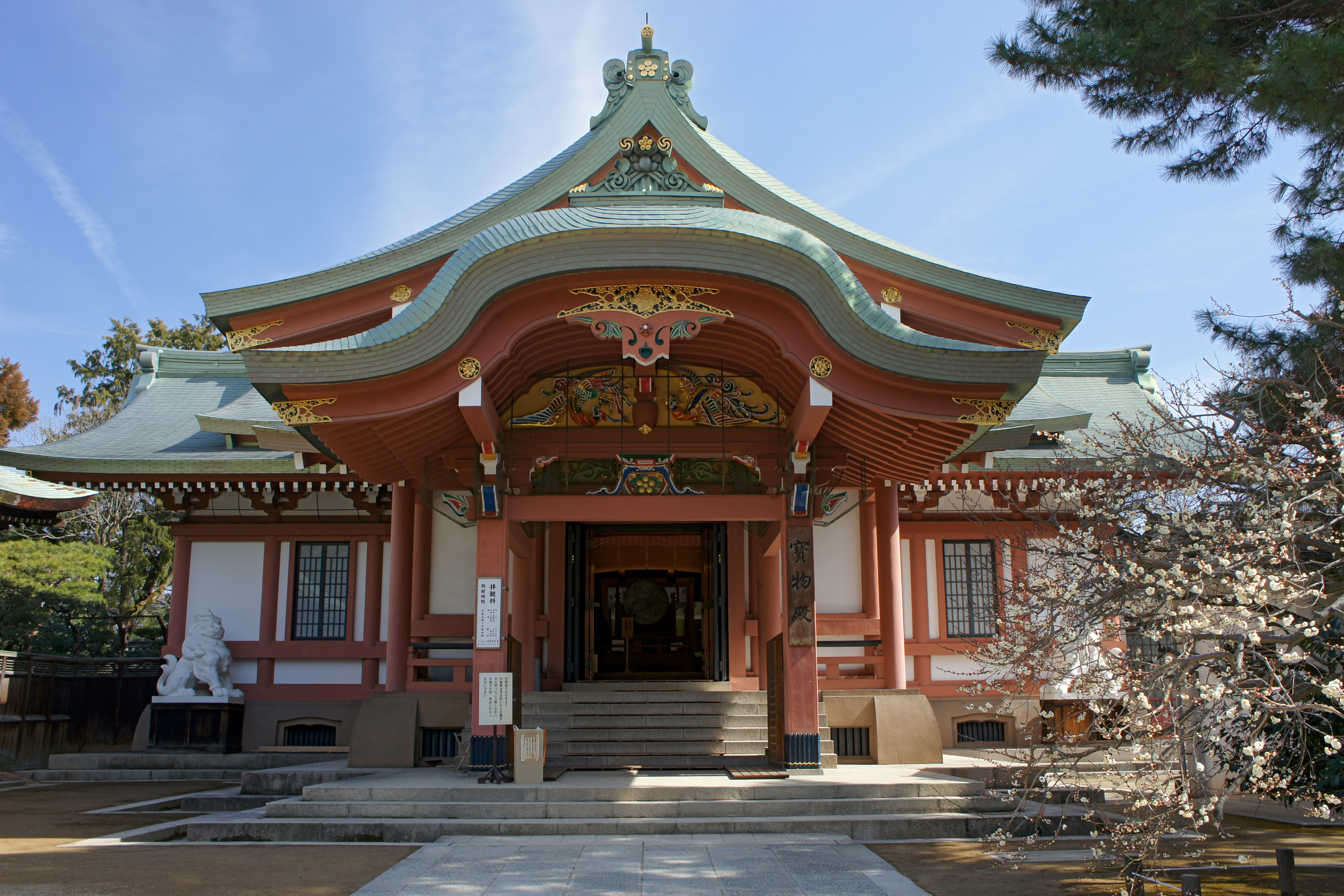
Hōmotsuden
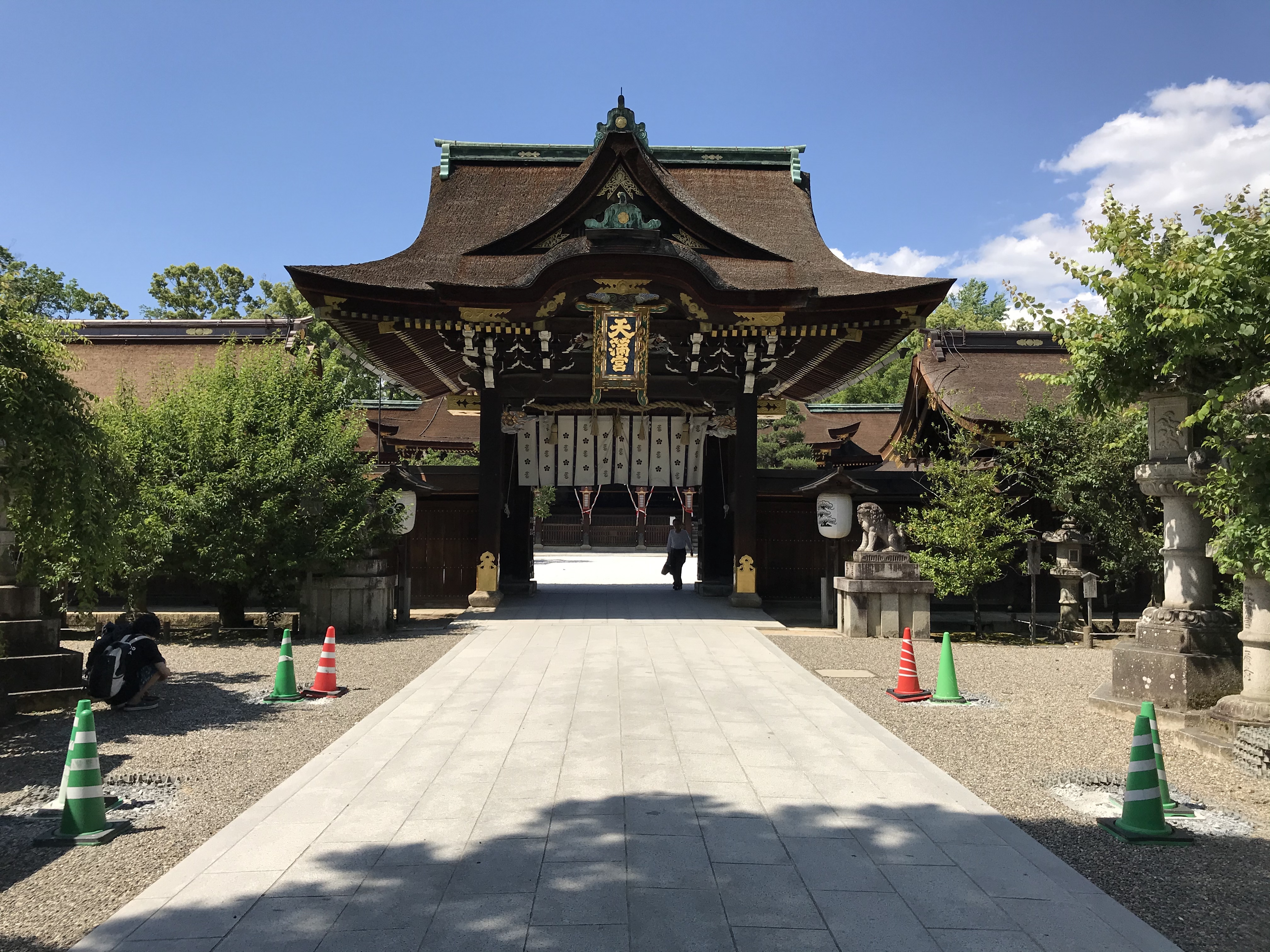
Chūmon
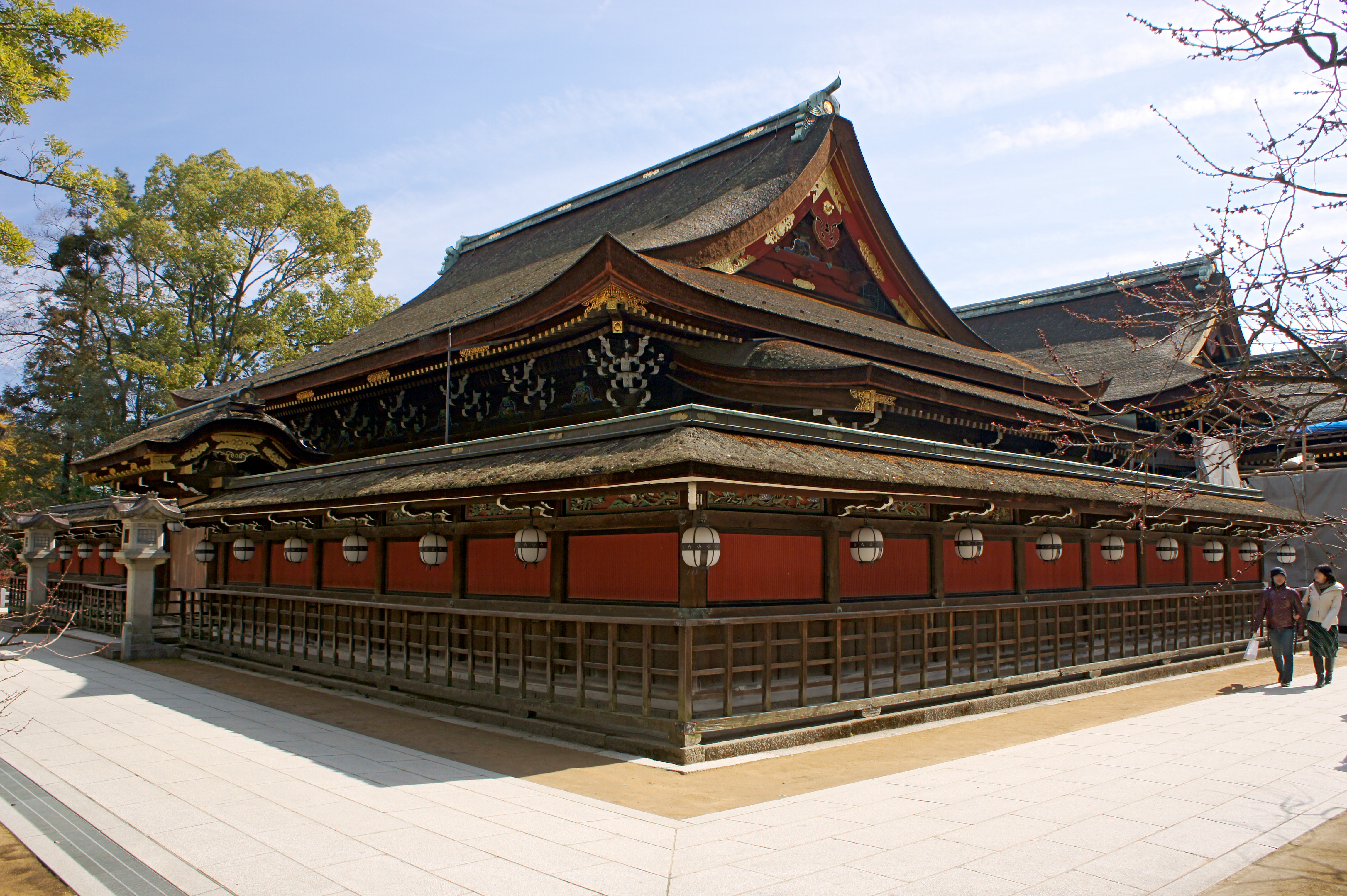
Honden

## Relaterade böcker
- 安津, 素彦 (1968) 神道辞典. sid. 23-24
- 白井, 永二 (1979) 神社辞典. sid. 114-115
- 菅田, 正昭 (1989) 日本の神社を知る. sid. 115-119
- 上山, 春平 (1992) 日本「神社」総覧. sid. 168-169
- (1992) 神道の本. sid. 200